# Giant’s Castle

Giant’s Castle 3D

Giant’s Castle – szczyt znajdujący się w Republice Południowej Afryki w paśmie Gór Smoczych, blisko granicy z Lesotho. Wznosi się na wysokość 3312 m n.p.m. lub według innych źródeł na 3315 m n.p.m. Znajduje się na terenie Rezerwatu Natury Giant’s Castle.